# مجزرة الدجيل
تشير مجزرة الدجيل إلى الأحداث التي أعقبت محاولة اغتيال الرئيس العراقي صدام حسين في 8 يوليو 1982 في الدجيل. والدجيل، هي مدينة بها تعداد كبير من السكان الشيعة يصل إلى 75000 نسمة وقت الحادث وتبعد بمسافة 53 كم (33 ميلاً) عن بغداد وتقع في محافظة صلاح الدين ذات الأغلبية السُنية في العراق.

## الخلفية التاريخية
كانت الدجيل معقل حزب الدعوة الشيعي، وهو منظمة شاركت في التمرد المدعوم من إيران ضد صدام حسين البعثي في العراق خلال حرب العراق وإيران. وكان ينظر إليها الغرب في ذلك الوقت على أنها منظمة إرهابية وتم حظر حزب الدعوة في عام 1980 وحُكم على أعضائه بالإعدام غيابيًا من قبل مجلس قيادة الثورة العراقي.

## الأحداث
في 8 يوليو 1982, زار صدام حسين مدينة الدجيل لإلقاء خطاب يشيد فيه بـالمجندين المحليين الذين خدموا العراق في الحرب ضد إيران. وزار صدام عدة أسر وبعد الانتهاء من خطابه استعد للعودة إلى بغداد. وعند ظهور موكبه على الطريق الرئيسي، أطلق ما يزيد عن عشرة مسلحين كانوا متخفين في بساتين النخيل التي تصطف على جانبي الطريق النار عليه، مما أسفر عن مقتل اثنين من حرس صدام حسين قبل أن يفرا هاربين عدوًا. أعقب ذلك اشتباكات بالنيران لمدة أربع ساعات حيث قتل معظم المهاجمين وألقي القبض على العديد منهم.
قابل صدام حسين شخصيًا في البداية اثنين من المهاجمين المقبوض عليهم قبل أن يأمر الأمن الخاص وقوات الجيش باعتقال جميع المشتبه فيهم من أعضاء حزب الدعوة ممن يعيشون في الدجيل مع أسرهم. بعد ذلك، أمر بنسف البساتين على جانبي الطريق من مدينة قضاء بلد إلى الدجيل لمنع تكرار الكمين. وفي يوم 14 أكتوبر عام 1982, أمر مجلس قيادة الثورة بإعادة الأراضي الزراعية على جانب الطريق إلى وزارة الزراعة وتعويض أصحابها عن خسارتهم.
وفي أواخر ديسمبر تم اعتقال 393 من الرجال فوق سن 19 عامًا و394 من النساء والأطفال من الدجيل ومدينة بلد القريبة. وأثناء وضعهم رهن الاحتجاز في سجن أبو غريب بالقرب من بغداد، تعرض عدد غير معروف للتعذيب بالإضافة إلى 138 من المحتجزين البالغين من الذكور وعشرة من الأحداث تمت إحالتهم للمحاكمة أمام محكمة الثورة بعد اعترافهم بالمشاركة في محاولة الاغتيال. على مدى عدة أشهر، تم نقل السجناء الباقين إلى مراكز الاعتقال في الصحراء الغربية. وقد توفي أكثر من 40 معتقلاً أثناء الاستجواب أو الاحتجاز. شهد أحد سكان الدجيل لاحقًا في محاكمة صدام عام 2005 بأنه شاهد التعذيب والقتل أثناء انتقام الحكومة، بما في ذلك قتل سبعة من أشقائه العشرة. بعد ما يقرب من عامين من الاعتقال، تم نفي 400 معتقل من أفراد أسر الدرجة الأولى لعدد 148 متهمًا اعترفوا باشتراكهم في عملية الاغتيال إلى منطقة نائية بجنوب العراق. وأفرج عن المعتقلين المتبقين وعادوا إلى الدجيل.

## المحاكمة وعمليات الإعدام
بعد اعترافات 148 من المتهمين في عام 1982، حققت السلطة القضائية في الأدلة المدعومة وفي أواخر مايو 1984 قبلت مناشدة المحكمة باتهامهم بالخيانة لتقديمهم الدعم المسلح لإيران خلال الحرب، مما سمح لمحكمة الثورة بمراجعة تسجيلات التحقيق والاعترافات قبل إصدار الحكم. وفي 14 يونيو 1984، أصدرت المحكمة حكمها بالإعدام الإلزامي. وفي 23 يوليو 1984، وقّع صدام حسين أوراق المحكمة بالموافقة على الإعدام، وأمر بتدمير المنازل والمباني وأشجار النخيل وبساتين الفاكهة التي يمتلكها المدانون.
وفي 23 مارس 1985، تم إعدام 96 مدانًا من 105 ممن ظلوا على قيد الحياة. وأفرج بطريق الخطأ عن اثنين من المدانين في حين تم نقل ثالث عن طريق الخطأ إلى سجن آخر ونجا. شمل الستة وتسعين مدانًا ممن أعدموا أربعة أعضاء من عائلة عبد الأمير الذي اتضحت براءته وأمر بإطلاق سراحه. ولكن تم إعدامهم بطريق الخطأ. وأوصى التحقيق بأن يصدر مرسوم بإعلان عبد الأمير «شهيدًا» وأن تعاد الممتلكات التي تمت مصادرتها إلى أقاربهم. وأوصت كذلك بأن يخضع الموظف المسؤول عن هذا الخطأ للمحاكمة. وافق صدام على التوصية وأعطاها للموظف بعد صدور حكم بالسجن لمدة ثلاث سنوات، وصدر المرسوم.
كان يعتقد مبدئيًا أن عشرة أطفال تتراوح أعمارهم ما بين 11 و17 عامًا ضمن 96 شخصًا تم إعدامهم، لكن في الواقع كان قد تم نقلهم إلى سجن آخر خارج مدينة السماوة. في عام 1989، أعدم سرًا العشرة أحداث، وجميعهم قد وصلوا سن البلوغ، بناء على أوامر من المخابرات.

## النتائج المترتبة
وقد كانت عمليات الإعدام في الدجيل تمثل الاتهامات الأساسية التي من أجلها أعدم صدام حسين في 30 ديسمبر عام 2006. في الساعة الواحدة صباحًا من يوم 30 ديسمبر 2006، اقتيد كل من برزان الحسن وهو أخو صدام حسين من الأم ورئيس المخابرات العراقية السابق، وعواد البندر الرئيس السابق لمحكمة الثورة العراقية من زنازينهم وقال لهم الحرس الأمريكيون إنهم سيعدموا عند الفجر مع صدام، وبعد تسع ساعات أُعيدوا إلى زنازينهم حيث قررت السلطات العراقية إعدام صدام بمفرده. تم تنفيذ الإعدام في يوم 15 يناير عام 2007 بتهمة «المساعدة والتحريض» في جريمة ضد الإنسانية وذلك لتحديد المشتبه بهم من أعضاء حزب الدعوة لإلقاء القبض عليه. وقطع رأس برزان حسن في أثناء شنقه، بسبب خطأ في قياسات الحبل. ولاحقًا، اتهم طه ياسين رمضان، النائب السابق لصدام ونائب الرئيس -الذي كان مسؤولاً وقائداً وطنياً للجيش الشعبي- (حكم عليه في البداية بالسجن مدى الحياة لكن حُكم عليه لاحقًا بالإعدام شنقًا)، بالمثل «بالمساعدة والتحريض» لاعتقال أعضاء حزب الدعوة وتجريف البساتين. وأعدم رمضان شنقًا في 20 مارس 2007 وهو الرجل الرابع والأخير الذي يعدم في محاكمة الدجيل لارتكابه جرائم ضد الإنسانية.
وتضمنت التهم ضد صدام حسين تجريف مساحة 250000 فدان (100000 هكتار) من أراضي الدجيل الزراعية. ومع ذلك، كان المصدر لهذا الحكم ادعاء مجهول المصدر نشرته جريدة نيويورك تايمز في مقال عام 2005. وكانت المنطقة المدعى بها في تقرير الجريدة أكبر بكثير من المجموع الإجمالي للأراضي الزراعية المحيطة بالدجيل، في حين أن 2% فقط من سكان المدينة هم من صودرت أو دمرت أراضيهم. وتراوحت تقارير وسائل الإعلام قبل ذلك بين الآلاف وعشرات الآلاف من الأفدنة التي شملت ليس فقط الأراضي المصادرة من المدانين ولكن أيضا الأراضي التي تم تطهيرها لإزالة غطاء شجر النخيل على طول الطريق من مدينة بلد إلى بغداد والتي تم تعويض أصحابها. ولا يوجد سجل لمساحة الأراضي الحقيقية التي تم تدميرها. ومن المفارقات أن اثنين من الأربعة مسؤولين في حزب البعث ممن أعدموا في قضية المذبحة كانوا يعيشون في الدجيل، ودمرت أراضيهم ضمن عملية تدمير الأراضي على جانبي الطريق.